# Robbe & Berking Yachting Heritage Centre

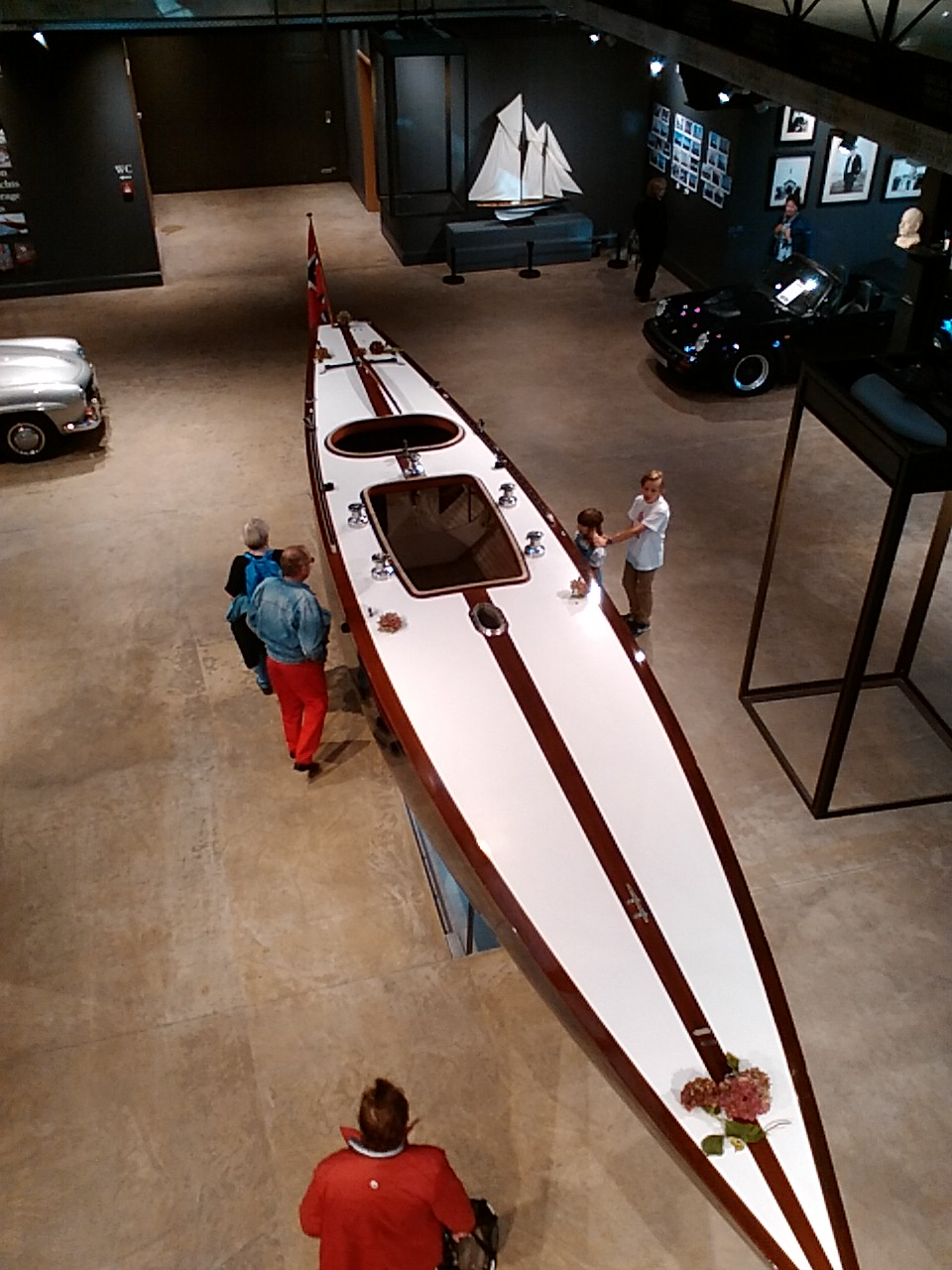
Robbe & Berking Yachting Heritage Centre, Innenansicht, 6mR-Yacht NORNA, Goldmedaille 1928

Das Robbe & Berking Yachting Heritage Centre ist ein privat finanziertes Museum zur weltweiten Yachtsportgeschichte am Industriehafen in Flensburg-Fruerlund, das am 1. Oktober 2016 eingeweiht wurde. Der Initiator und Mäzen des Museums, Oliver Berking, ist Inhaber der traditionsreichen Silbermanufaktur Robbe & Berking, zudem betreibt er seit 2008 eine Werft für klassische Holzyachten in der unmittelbaren Nachbarschaft.

## Zweck
Ziel der Einrichtung ist es, die Tradition des klassischen Yachtsegelns zu bewahren und die Geschichte und Schönheit klassischer, insbesondere aus Holz gebauter Yachten für die breitere Öffentlichkeit zugänglich zu machen. In dem Gebäude finden jährlich bis zu vier Wechselausstellungen zu Themen des Wassersports und der Yachtsportgeschichte statt. Das Yachting Heritage Centre beherbergt die größte Yachtsportbibliothek der Welt mit einem Gesamtbestand von ca. 8500 Bänden. Den Kern der Bibliothek bildet die Christmann Sammlung mit ihrer international bedeutsamen Sammlung antiquarischer Yachtsportliteratur. Der Wiesbadener Sammler Volker Christmann hat 25 Jahre gebraucht, um diese Schätze zusammenzutragen, bevor er sie komplett an Oliver Berking verkaufte. Alle Bände der Bibliothek sind auch digital erfasst, das Yachting Heritage Centre wird damit zu einer bedeutenden Informationsquelle für Segelfreunde, die sich für die Historie bestimmter Bootstypen oder einzelner Schiffe interessieren. Zwei Galerien, ein Museumsladen und ein großes Restaurant mit Blick auf den Hafen runden das Ensemble ab.
Der 1500 Quadratmeter große Gebäudekomplex entstand nach Plänen des Flensburger Architekten Gunnar Carlsson und nimmt den industriellen Charme seiner Hafenumgebung auf.

## America’s Cup Hall of Fame
Am 16. November 2019 fand im Robbe & Berking Yachting Heritage Centre zum ersten Mal die America’s Cup Hall of Fame Induction Ceremony statt. Bei dieser Aufnahmezeremonie werden neue Mitglieder (englisch Inductees) in die America’s Cup Hall of Fame aufgenommen. Bei diesem Treffen waren es drei Inductees: die US-amerikanischen Segler Dyer Jones (* 1946) und Bill Trenkle (* 1928) sowie der französische Geschäftsmann Henry Racamier (1912–2003) ( LVMH Moët Hennessy – Louis Vuitton SE). Diese Veranstaltung findet ansonsten jährlich im Herreshoff Marine Museum in Bristol (Rhode Island) in den USA statt.

## Galerie

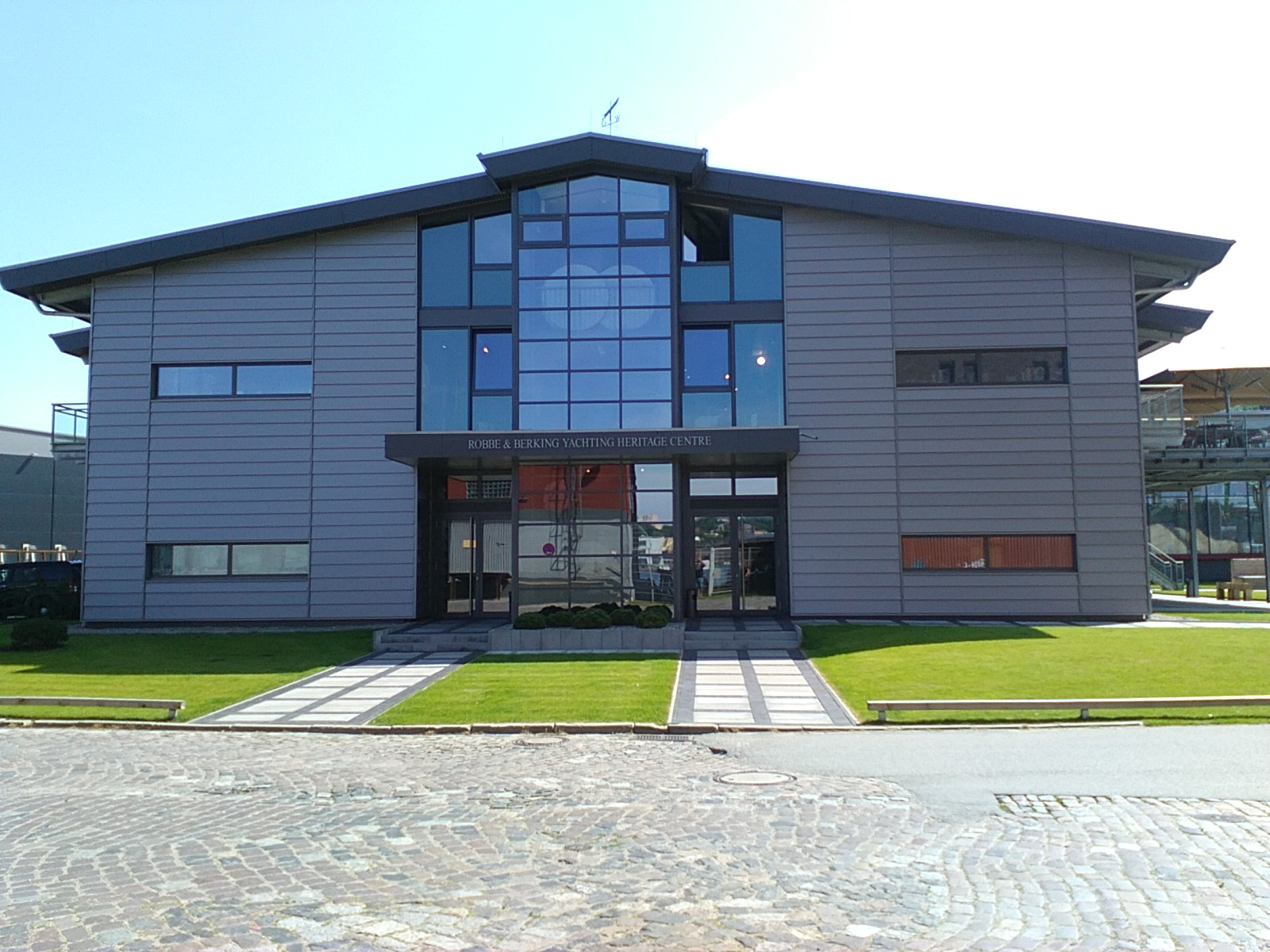
Robbe & Berking Yachting Heritage Centre, Frontansicht
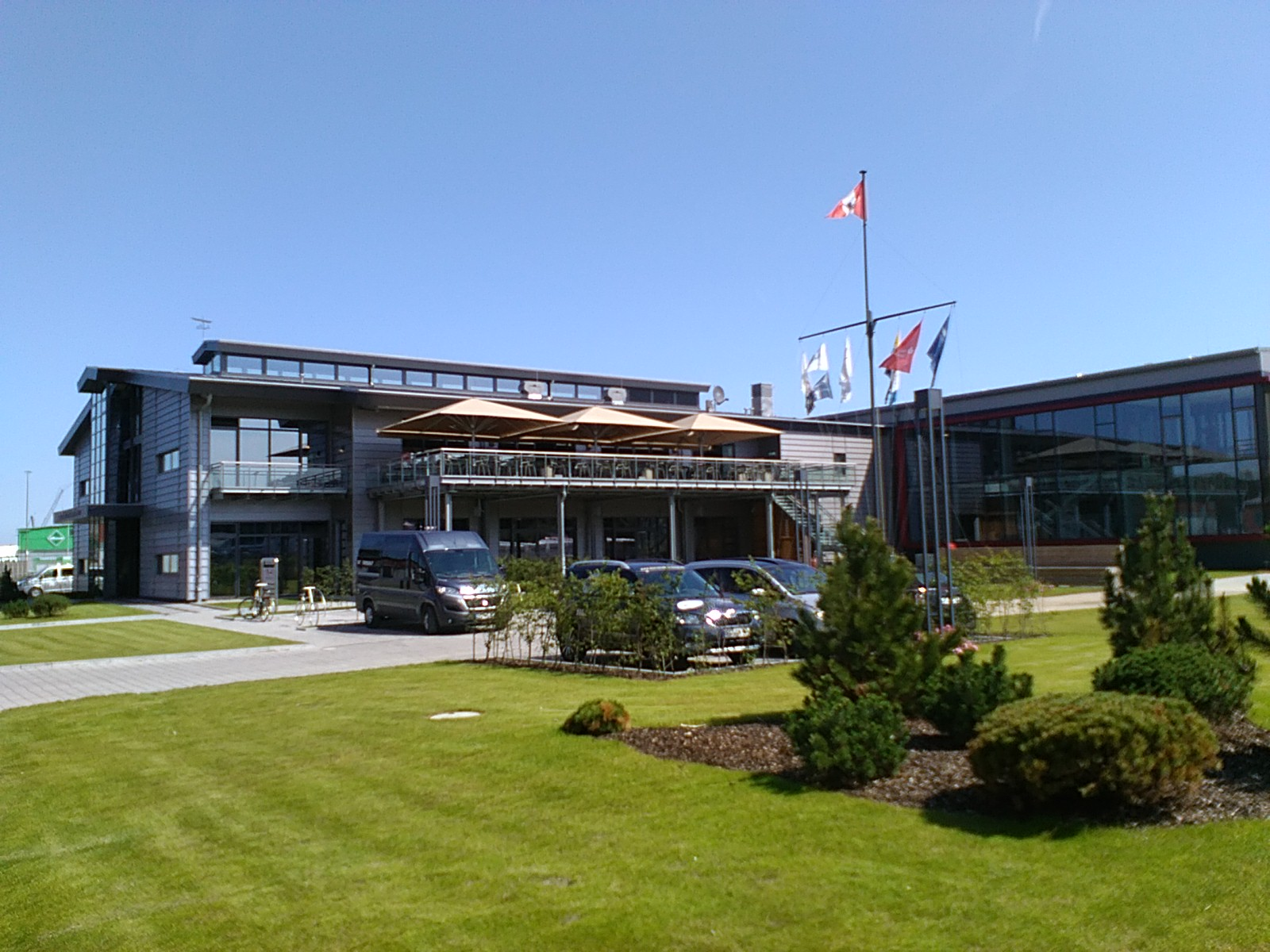
Robbe & Berking Yachting Heritage Centre, Seitenansicht
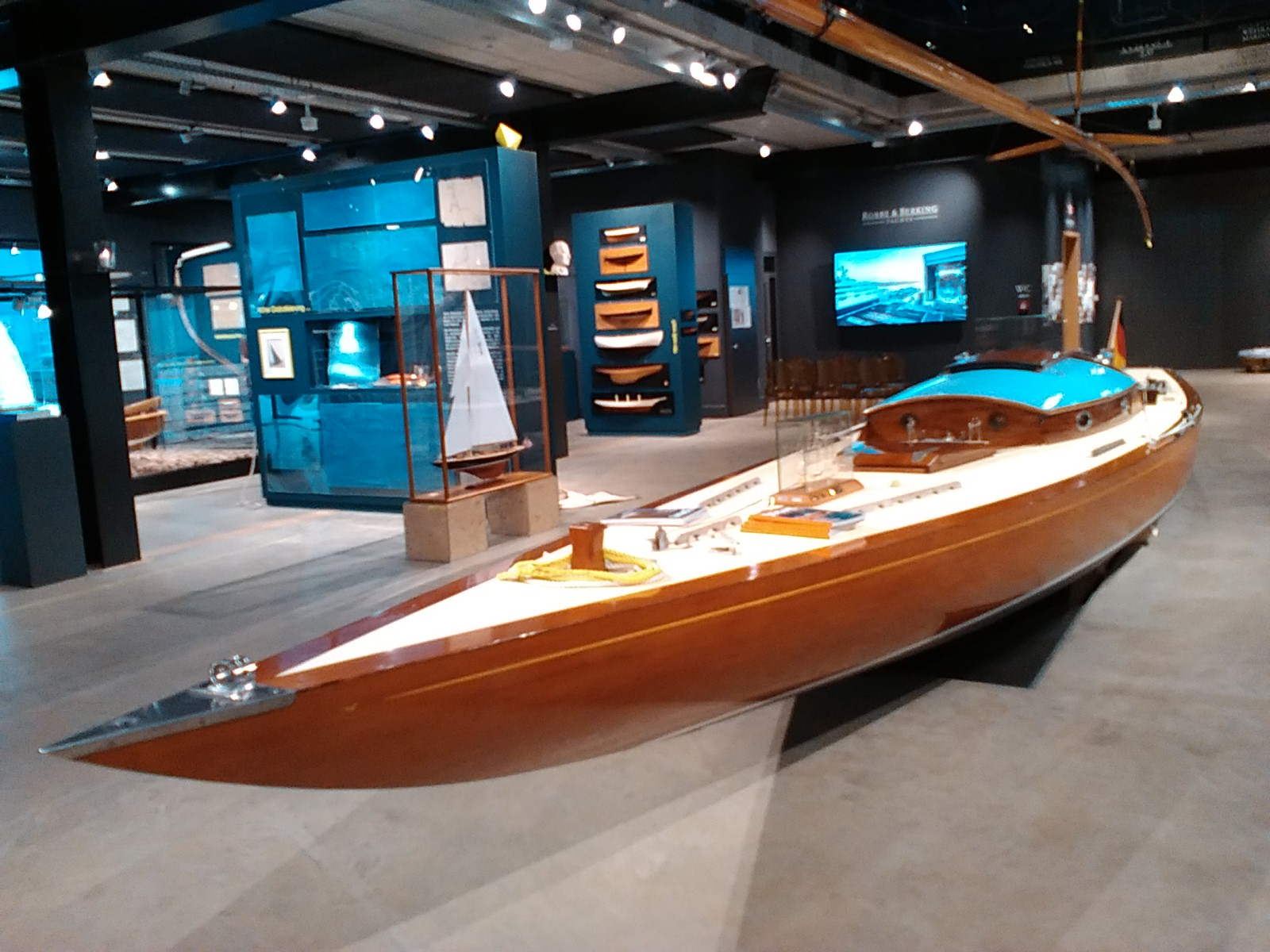
Robbe & Berking Yachting Heritage Centre, Innenansicht